# سرزمین قبل از تاریخ ۲: ماجراهای دره بزرگ
سر زمین قبل از تاریخ ۲: ماجراهای درهٔ بزرگ (انگلیسی: The Land Before Time II: The Great Valley Adventure) یک فیلم سینمایی پویانمایی آمریکایی در ژانر فیلم ماجراجویی و موزیکال به کارگردانی روی آلن اسمیت است که در سال ۱۹۹۴ یه صورت فیلم ویدئویی منتشر شد.

## بازیگران
- اسکات مکافی
- راب پالسن
- لیندا گری
- کنت مارس
- جان اینگل
- جف بنیت
- ترس مک‌نیل